# Hispania Racing
Hispania Racing F1 Team, HRT F1 Team, var ett spanskt formel 1-stall som började tävla säsongen 2010. Från början var det tänkt att stallet skulle heta Campos Meta 1, efter grundaren Adrián Campos, men när stallet snabbt köptes upp av José Ramon Carabante bytte teamet namn till Hispania Racing F1 Team.

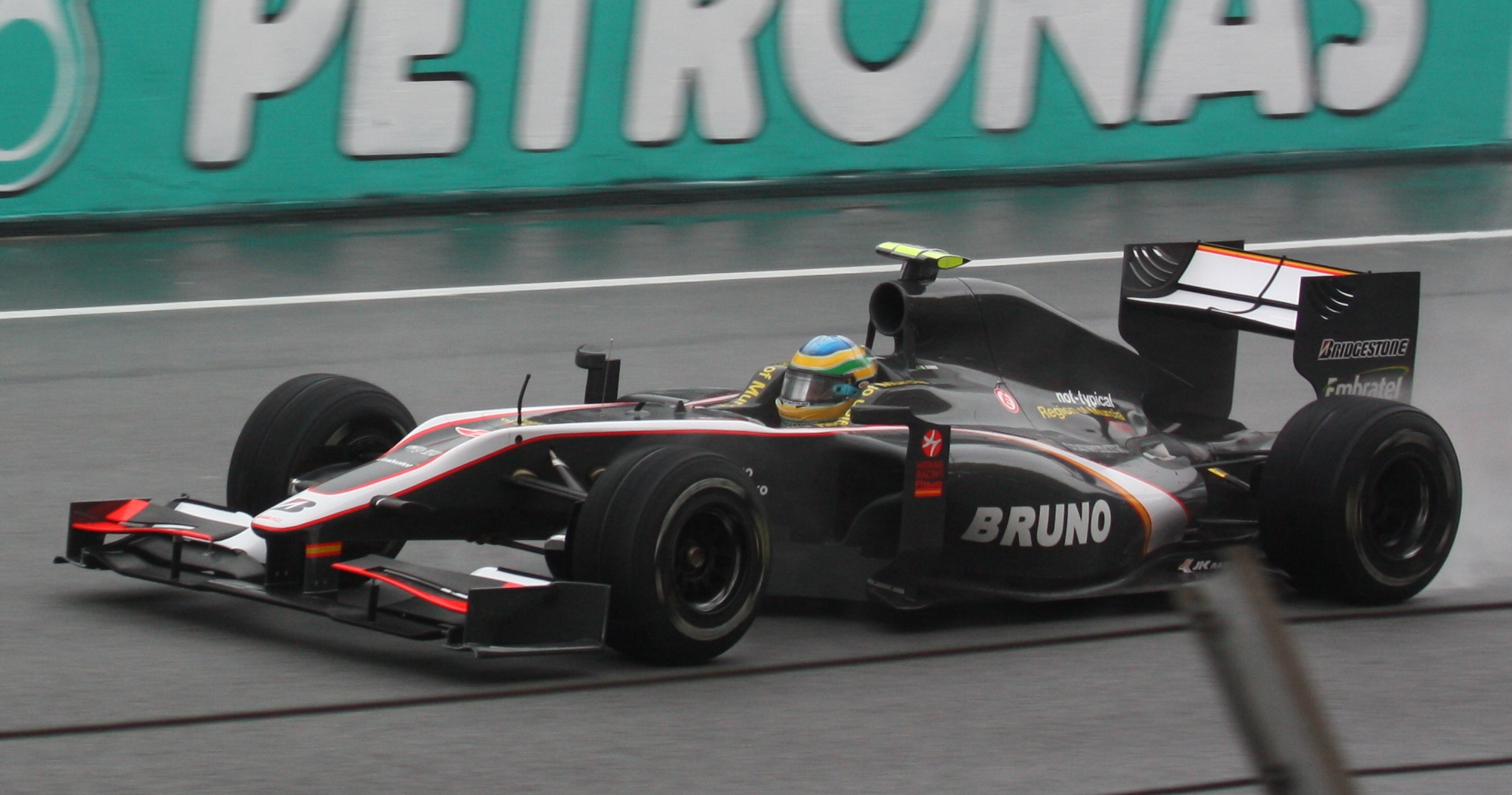
Bruno Senna i Hispania F110 på under kvalet till Malaysias Grand Prix 2010.

## F1-säsonger
| Säsong | Tävlingsnamn | Bil           | Motor              | Däck | Poäng | VM-plac. | Förare 1                                      | Förare 2                   | Testförare                     |
| ------ | ------------ | ------------- | ------------------ | ---- | ----- | -------- | --------------------------------------------- | -------------------------- | ------------------------------ |
| 2010   | HRT F1 Team  | Hispania F110 | Cosworth V8 CA2010 | B    | 0     | 11:a     | Karun Chandhok Christian Klien Sakon Yamamoto | Bruno Senna Sakon Yamamoto | Christian Klien Sakon Yamamoto |
| 2011   | HRT F1 Team  | Hispania F111 | Cosworth V8 CA2011 | P    | 0     | 11:a     | Narain Karthikeyan Daniel Ricciardo           | Vitantonio Liuzzi          | Giorgio Mondini                |
| 2012   | HRT F1 Team  | HRT F112      | Cosworth V8 CA2012 | P    | 0     | 12:a     | Narain Karthikeyan                            | Pedro de la Rosa           | Dani Clos                      |